# 보스니아 헤르체고비나 U-19 축구 국가대표팀
보스니아 헤르체고비나 U-19 축구 국가대표팀은 해당 연령대의 국제 축구에서 보스니아 헤르체고비나를 대표하는 축구 국가대표팀이며, 보스니아 헤르체고비나의 축구 관리 기관인 보스니아 헤르체고비나 축구 협회의 관리를 받는다. 해당 대표팀은 UEFA U-19 축구 선수권 대회를 위해 주로 소집된다.

## 같이 보기

### 남자
- 보스니아 헤르체고비나 축구 국가대표팀
- 보스니아 헤르체고비나 U-21 축구 국가대표팀
- 보스니아 헤르체고비나 U-19 축구 국가대표팀
- 보스니아 헤르체고비나 U-18 축구 국가대표팀
- 보스니아 헤르체고비나 U-17 축구 국가대표팀
- 보스니아 헤르체고비나 U-15 축구 국가대표팀

### 여자
- 보스니아 헤르체고비나 여자 축구 국가대표팀
- 보스니아 헤르체고비나 여자 U-19 축구 국가대표팀
- 보스니아 헤르체고비나 여자 U-17 축구 국가대표팀